# Perissus asperatus
Perissus asperatus là một loài bọ cánh cứng trong họ Cerambycidae.